# Vollenhovia piroskae
Vollenhovia piroskae är en myrart som beskrevs av Auguste-Henri Forel 1912. Vollenhovia piroskae ingår i släktet Vollenhovia och familjen myror.

## Underarter
Arten delas in i följande underarter:
- V. p. ngoko
- V. p. piroskae
- V. p. taipingensis

## Bildgalleri

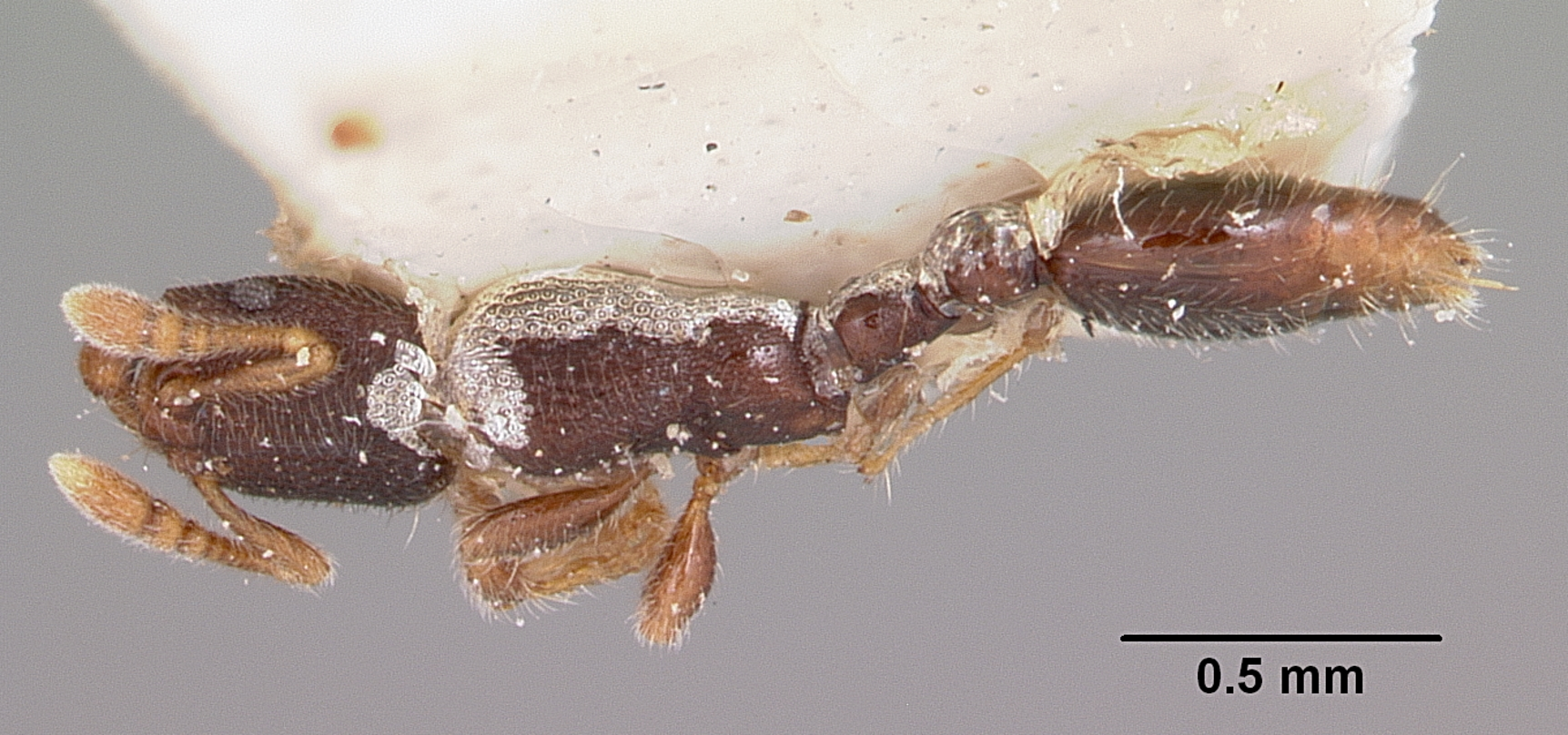
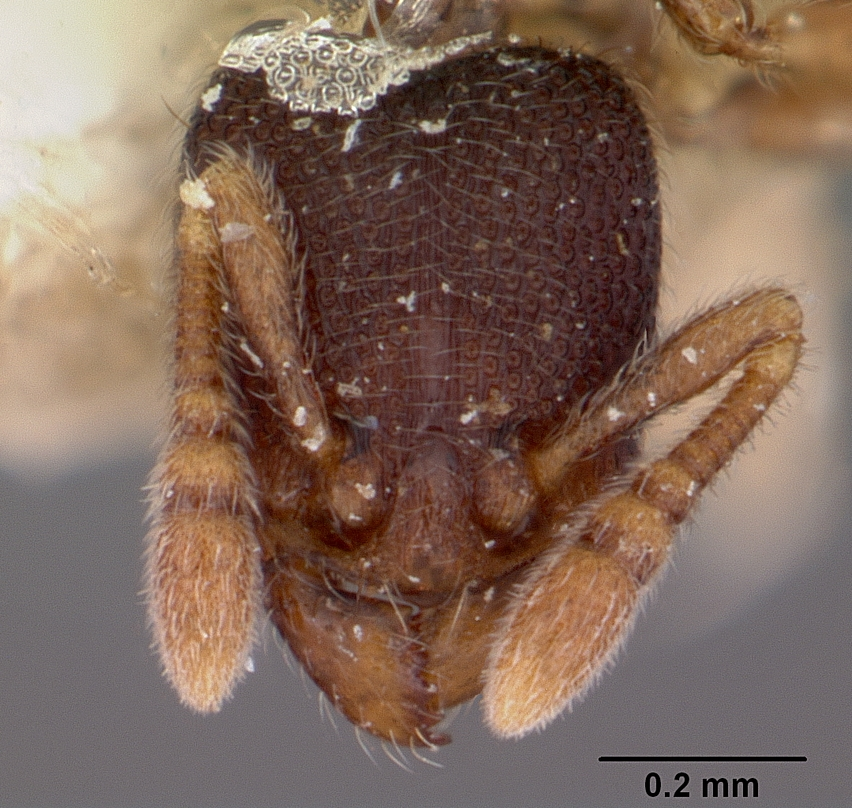
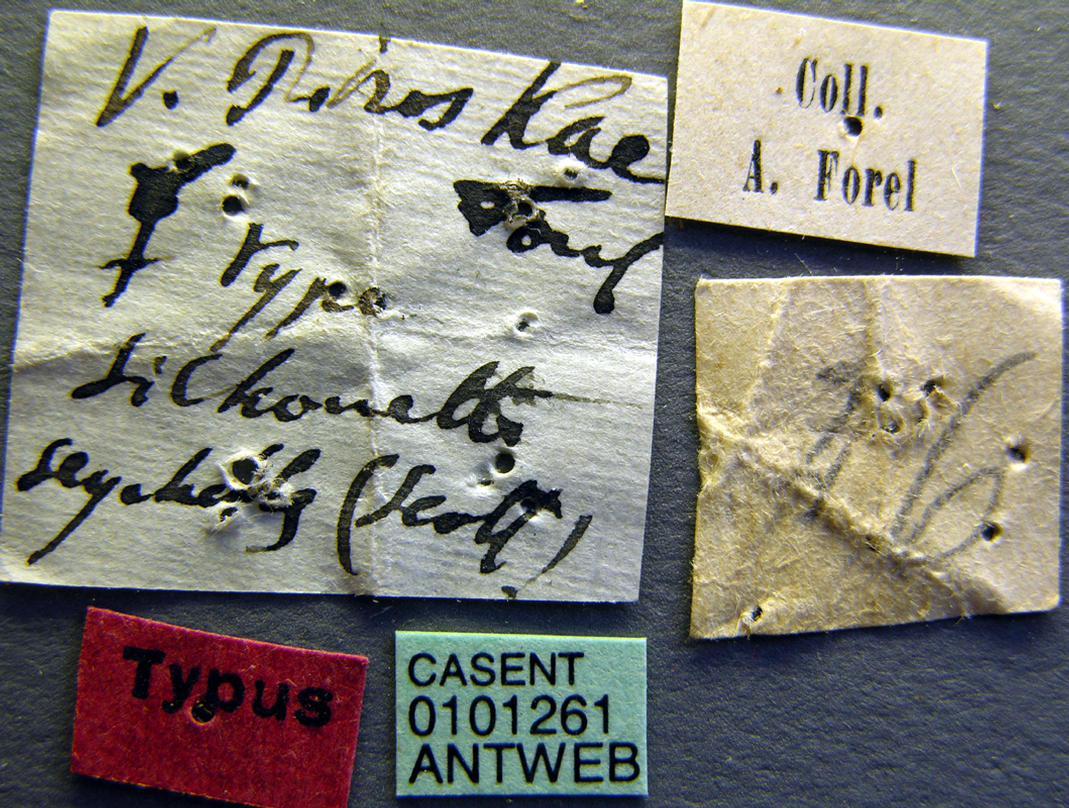
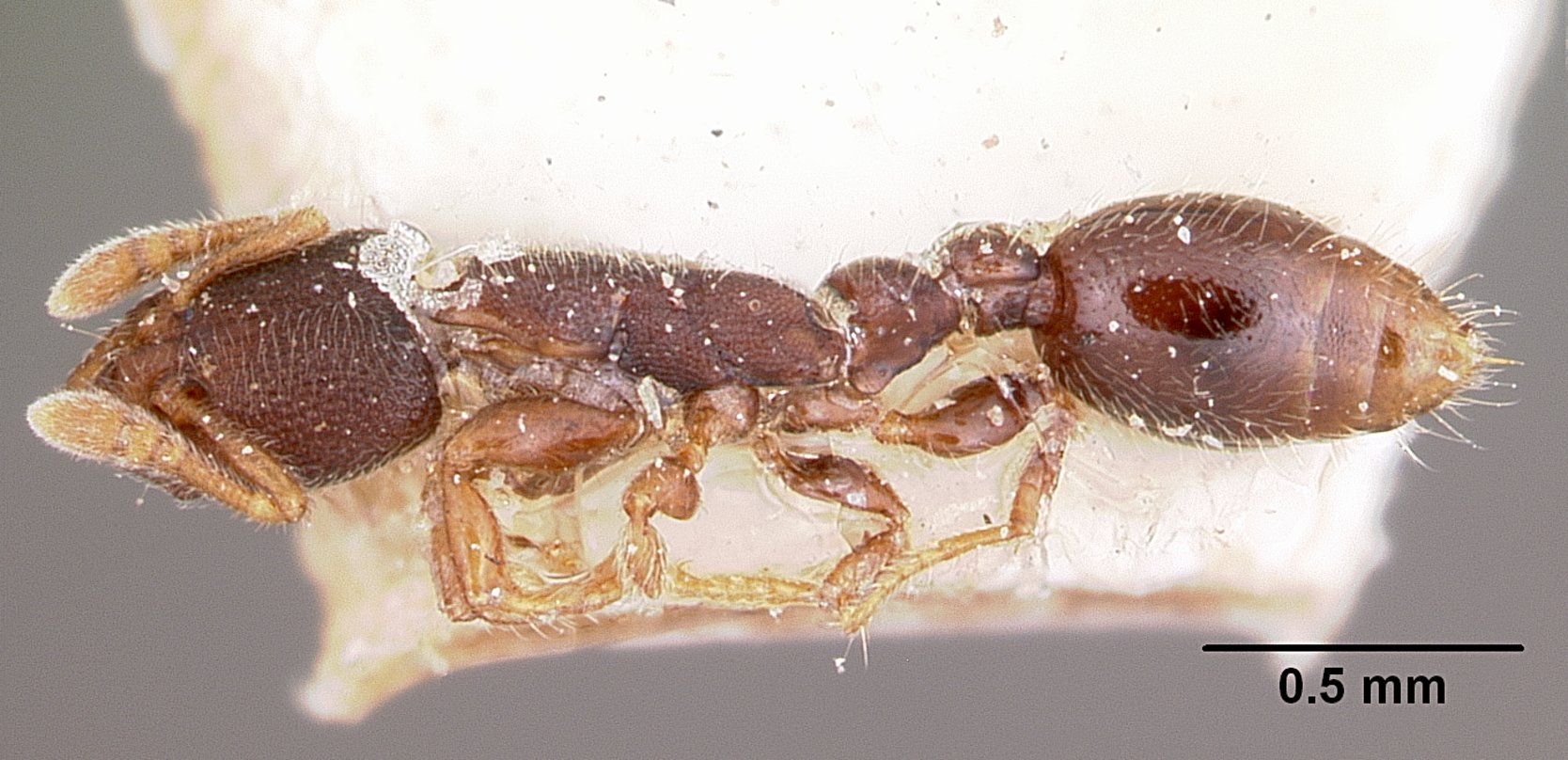
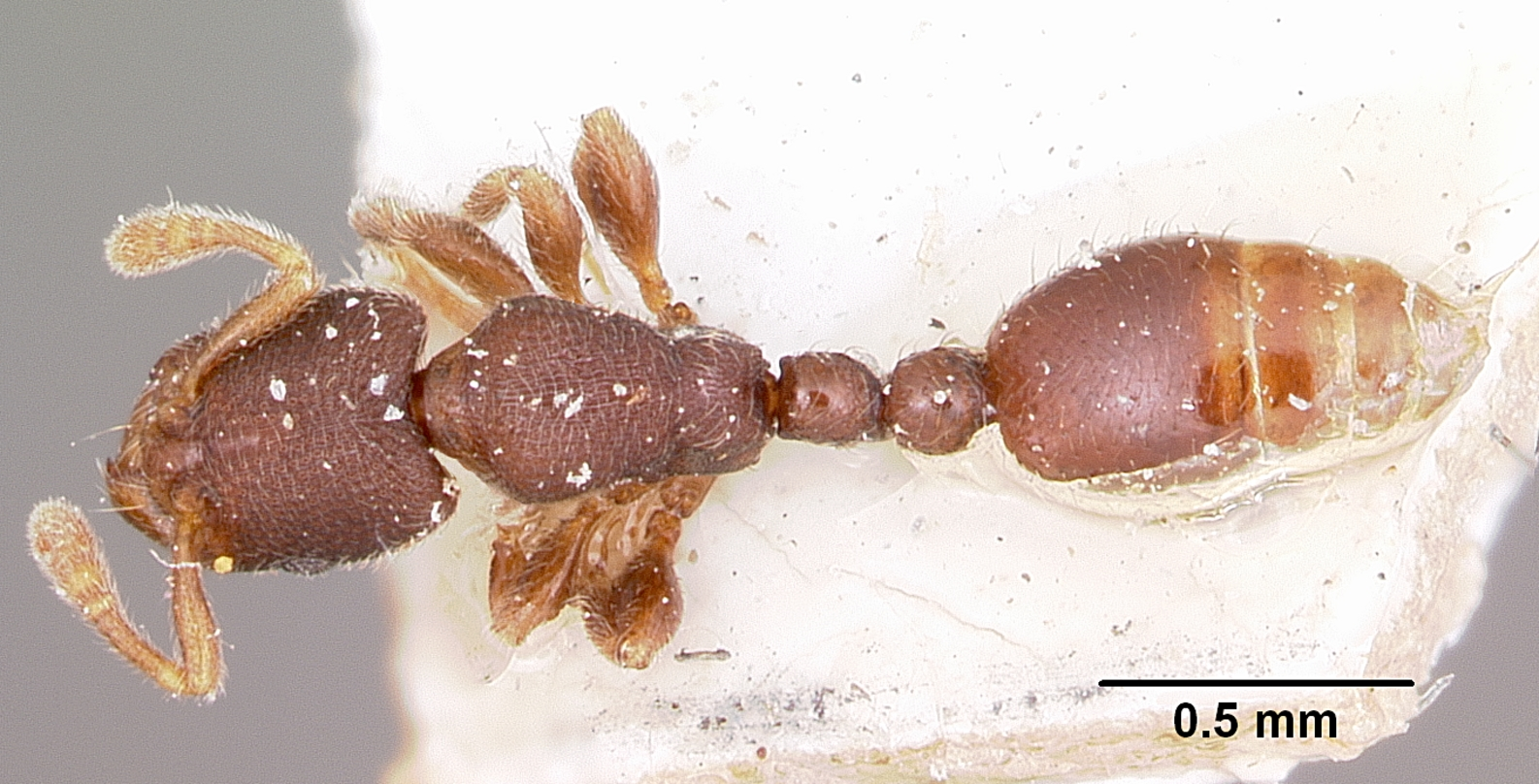
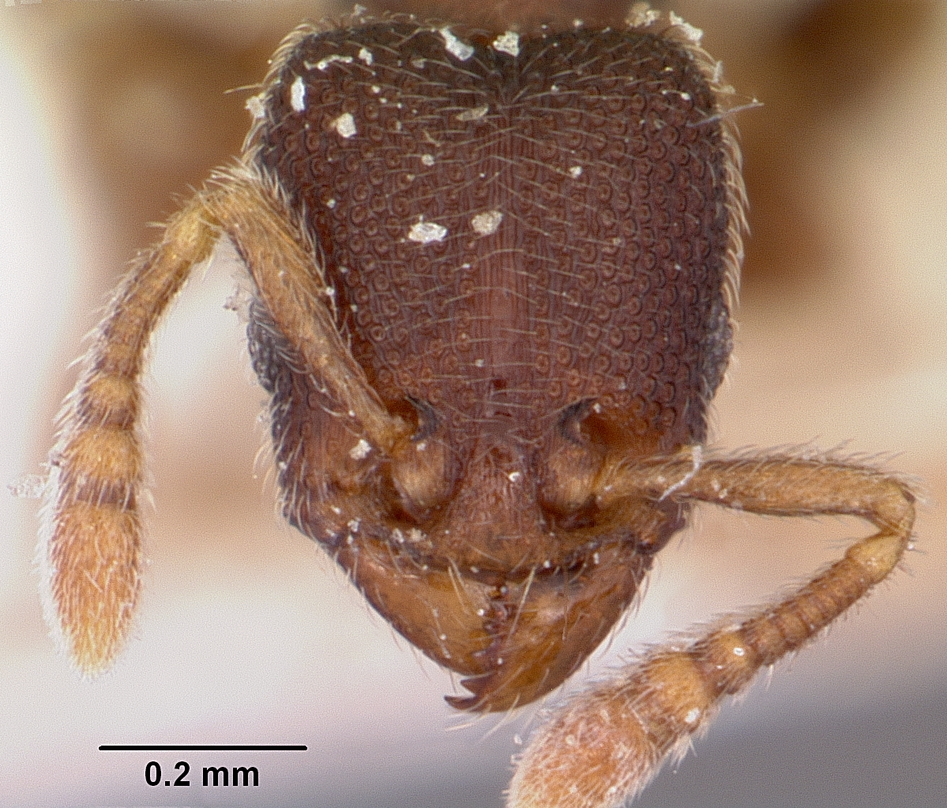